# Янош Штофіан
Янош Штофіан (угор. Stófián János, нар. 14 жовтня 1904 — пом. 22 листопада 1984) — угорський футболіст, що грав на позиції нападника. Відомий, зокрема, виступами за клуби «Шабарія», «Уйпешт», а також національну збірну Угорщини. 

## Кар'єра гравця
Привернув до себе увагу, коли в сезоні 1925–26 забив 11 м'ячів (за іншими даними 13) у чемпіонаті в складі столичного клубу БЕАК. В травні був запрошений до збірної, а вже влітку перебрався до провідної команди країни – «Хунгарії». 
Закріпитися у «Хунгарії» Штофіан не зумів, тому посеред сезону 1926–27перейшов у «Шабарію», з якою зайняв четверте місце. Такий же результат команда повторила і наступного чемпіонату 1927–28, а Янош  встановив власний рекорд результативності в угорській еліті – 14 м'ячів. В березні 1928 року Штофіан відзначився дублем у складі  збірної Угорщини в воротах Югославії. 
В 1929 році «Шабарія» після двох поспіль четвертих місць несподівано посіла останнє місце чемпіонату і вилетіла. Штофіан був запрошений до складу ще одного флагмана угорського футболу – «Уйпешта». За два роки в цьому клубі гравець виграв два титули чемпіона країни і став переможцем престижного міжнародного турніру – Кубка Націй (хоча у фіналі не грав). 
Останнім відомим клубом гравця став ще один представник Будапешту – «Фебуш». 

## Статистика виступів за збірну
| Дата       | Місто    | Господарі | Результат | Гості     | Турнір           | Голи | Примітки |
| ---------- | -------- | --------- | --------- | --------- | ---------------- | ---- | -------- |
| 02/05/1926 | Будапешт | Угорщина  | 0 – 3     | Австрія   | товариський матч | -    |          |
| 25/09/1927 | Загреб   | Югославія | 5 – 1     | Угорщина  | товариський матч | -    |          |
| 25/03/1928 | Будапешт | Угорщина  | 2 – 1     | Югославія | товариський матч | 2    |          |
| 13/04/1930 | Базель   | Швейцарія | 2 – 2     | Угорщина  | товариський матч | -    |          |
| Усього     |          | Матчів    | 4         |           | Голів            | 2    |          |

## Досягнення
- Чемпіон Угорщини: 1929–30, 1930–31
- Володар Кубка Націй 1930